# Bazarella ignaci
Bazarella ignaci är en tvåvingeart som beskrevs av Jezek 2001. Bazarella ignaci ingår i släktet Bazarella och familjen fjärilsmyggor.
Artens utbredningsområde är Henan (Kina). Inga underarter finns listade i Catalogue of Life.